# Cecilia Blanco
Cecilia Blanco García (ur. 23 lutego 1979 roku w Madrycie) – hiszpańska judoczka, uczestniczka igrzysk olimpijskich w Londynie (2012).

## Igrzyska olimpijskie
Wzięła udział w zmaganiach w wadze do 70 kilogramów w turnieju kobiet. Trafiła do grupy B, gdzie w pierwszej rundzie pokonała Ukrainkę Nataliję Smal, a w drugiej przegrała z reprezentantką Słowenii Rašą Sraką.